# Mario Carlo Corsi
Mario Carlo Corsi (Pistoia, 19 giugno 1882 – Roma, 3 aprile 1954) è stato un giornalista, sceneggiatore e commediografo italiano.

## Biografia
Mario Carlo Corsi fu figlio di Carlo Alberto e di Caterina Bellotti Bon, figlia del famoso attore Luigi Bellotti Bon. Dopo aver terminato gli studi liceali, Corsi si avvicinò alla letteratura esordendo come poeta di due raccolte di versi, intitolate Anime forti (1900), e Foglie d'edera (1902). Trasferitosi a Roma, nel 1905, iniziò la sua attività di giornalista scrivendo per il giornale di tendenza democratica Il Cittadino; successivamente fu, dal 1907, redattore de La Tribuna, quotidiano che da liberale divenne dal 1911 nazionalista.
Inviato speciale in Libia tra il 1912 e il 1914 dimostrò nei suoi articoli, raccolti poi nel libro A traverso il Gebel (1914), la sua capacità di scrittore brillante e versatile.
Animato da ideali interventisti, ispirato da Fausto Maria Martini, partì volontario nel 1915, ma rientrò l'anno successivo perché gravemente ferito.
Abbandonata la politica, si avvicinò alla cinematografia scrivendo numerosi scenari, alcuni dei quali ottennero un buon consenso e successo, come il film molto impegnativo Frate Sole del 1918; inoltre si dedicò anche alla regia cinematografica di pellicole interpretate da sua moglie, l'attrice Rina Calabria, quali La scimitarra del Barbarossa, L'amore di Loredana, entrambe del 1919.
Nel 1922 intuendo la crisi del cinema muto, Corsi abbandonò la collaborazione cinematografica per dedicarsi all'attività di critico teatrale, prima a La Tribuna, dopo, nel 1924 a La Gazzetta del popolo di Torino.
Gli articoli di Corsi si distinsero per i suoi ricordi, le sue citazioni, per la conoscenza diretta degli attori e dei commediografi e delle loro abitudini nella vita privata.
Tra il 1924 e il 1929 scrisse libretti d'operetta, tra i quali Don Gil dalle calze verdi, e Bambù, oltre che commedie, tra le quali Il mondo di carta (1924); Uccidimi (1925); Il cavaliere azzurro (1928); Tempo di valzer (1929).
Direttore dal 1928 dell'ufficio romano della Società italiana degli autori, sospese parzialmente l'attività di scrittore che riprese nel 1935 con un'intensa collaborazione alla rivista Il Dramma e con due libri (Adriana Lecouvreur, 1935 e Fregoli raccontato da Fregoli, 1936).
Collaborò con Scenario dal 1937 ritrovando l'antica passione per gli interpreti e il loro mondo, e scrivendo articoli interessanti su argomenti e personalità teatrali: Virginia Reiter, F. Tamagno, Giacinta Pezzana, Giuditta Rissone e Ettore Petrolini, caratterizzati da grande arguzia e con stile brillante, come ad esempio in Le prime rappresentazioni dannunziane (1928); Il teatro all'aperto in Italia (1939). 
Nel 1937 iniziò a scrivere la sua opera più celebre, intitolata Vita di Petrolini, pubblicata nel 1944. Nella scrittura di questo volume
Corsi evidenziò tutta la sua bravura di biografo, capace di raccogliere numerose testimonianze assieme alle dichiarazioni del protagonista, raccolte con grande cura, riuscendo così a presentare la figura di Petrolini in tutta la sua viva umanità. Negli anni seguenti scrisse Ecco Trilussa (1945).

## Opere

### Giornalismo
- A traverso il Gebel (1914).

### Sceneggiature cinematografiche
- Frate Sole (1918);
- La scimitarra del Barbarossa (1919);
- L'amore di Loredana (1919).

### Libretti d'operetta
- Don Gil dalle calze verdi (1924);
- Bambù (1927).

### Commedie
- Il mondo di carta (1924);
- Uccidimi (1925)
- Il cavaliere azzurro (1928);
- Tempo di valzer (1929).

### Biografie
- Adriana Lecouvreur (1935)
- Fregoli raccontato da Fregoli (1936);
- Virginia Reiter;
- F. Tamagno;
- Giacinta Pezzana;
- Giuditta Rissone;
- Ettore Petrolini;
- Vita di Petrolini (1944);
- Ecco Trilussa (1945).

### Saggi sul teatro
- Le prime rappresentazioni dannunziane (1928);
- Il teatro all'aperto in Italia (1939).